# Rise Against
Rise Against (в переводе с англ. — «Восстань против») — американская панк-рок-группа, основанная в декабре 1999 года в Чикаго, штат Иллинойс. В текущий состав участников группы входят Тим Макилрот (вокал, гитара), Джо Принсипи (бас-гитара, бэк-вокал), Брэндон Барнс (ударные) и Зак Блэр (гитара, бэк-вокал). Группой Rise Against к настоящему времени записано девять альбомов, одиннадцать мини-альбомов и два DVD.
Успех к группе пришёл с альбомами Siren Song of the Counter Culture в 2004 году и The Sufferer & the Witness в 2006 году, песни которых, такие как «Give It All», «Swing Life Away», «Ready To Fall», «Prayer Of The Refugee» и «The Good Left Undone», стали хитами. Их девятый по счёту альбом Nowhere Generation вышел 4 июня 2021 года.
Согласно их веб-сайту, Rise Against являются сторонниками политических взглядов Толстого Майка, который является ведущим вокалистом и автором песен группы NOFX, известной своими симпатиями к левым политическим взглядам.
Все участники группы являются вегетарианцами и поддерживают организацию «Люди за этичное обращение с животными». Также они все являются стрэйт-эджерами, за исключением барабанщика группы.

## История

### Ранний период (1999—2004)
Группа Rise Against была сформирована в 1999 году бывшим басистом панк-рок группы 88 Fingers Louie Джо Принсипи и Дэном Влекински (Mr. Precision) — бывшим гитаристом той же группы. Эта группа  выступала с умеренным успехом. Она дважды распадалась и после второго распада гитарист и басист решили создать новый коллектив, который они назвали Transistor Revolt. В новую группу они пригласили барабанщика Тони Тинтари и вокалиста Тима Макилрота. Джо Принсипи встретил Макилрота в Индианаполисе на концерте Sick of it All и вспомнил, что видел выступление Тима с группой Baxter, членом которой он раньше являлся. Джо понравился резкий вокал Макилрота, и он показал ему демо-записи новой группы, а затем пригласил в свой коллектив. На что вокалист ответил согласием. Сначала у группы возникли проблемы из-за того, что Макилрот не привык к быстрому стилю игры Принсипи и Влекински. Тим отметил, что многие его друзья сомневаются в будущем группы.
Группа никогда не выступала вживую первоначальным составом, но всё же сумела записать изготовленный собственными силами мини-альбом под названием Transistor Revolt в 2000 году, который привлёк внимание местного панк-сообщества, в том числе Толстого Майка (вокалиста NOFX), который был соучредителем лейбла Fat Wreck Chords. Он предложил группе подписать контракт с лейблом, но на условии того, что группа сменит название. Он предложил несколько вариантов, таких, как Jimmy Cracked Corn и The I Do not Cares, но предложенные варианты не нравились членам группы. Тони Тинтари предложил Rise Against, что в итоге и стало названием группы.
На Fat Wreck Chords, группа выпустила свои первые два альбома, The Unraveling в 2001 году, продюсером которого выступил Масс Джиорджини (Mass Giorgini) и Revolutions per Minute в 2003 году, продюсированный Билом Стивенсоном, владельцем звукозаписывающей студии Blasting Room в Форт Коллинсе. Переизданная версия альбома The Unraveling вышла 23 августа 2005 года на лейбле Fat Wreck Chords с дополнительными бонус-треками.
Тони Тинтари покидает коллектив после записи демо-альбома Transistor Revolt , позже и Mr. Precision уходит в 2001 году. Mr. Precision был заменён на Кевина Вайта (Kevin White) в течение проводимого группой тура The Unraveling Tour, но вскоре и он покинул её, заменой стал Тодд Мони (Todd Mohney) с которым удалось завершить тур и начать запись альбома Revolutions per Minute. Завершив успешно тур Rise Against получили приглашения совместных концертов от таких групп как Sick Of It All, NOFX, Agnostic Front, No Use for a Name, AFI, Strung Out и Mad Caddies. Записанный вскоре альбом Revolutions per Minute получил шумное одобрение критики и заинтересовал несколько крупных звукозаписывающих компаний.

### Siren Song of the Counter Culture (2004—2005)
Благодаря нескольким турам группа набрала фанатов, и привлекла внимание крупных лейблов, одним из которых был Dreamworks Records. Среди музыкантов Fat Wrech Chords ходил слух, что крупные компании жертвуют своей честностью ради коммерческой выгоды. Rise Against придерживались того же мнения, но вскоре пришли к выводу, что в отличие от других лейблов Dreamworks Records поддерживал их политически заряженные тексты . В сентябре 2003 года Rise Against сменили лейбл на Dreamworks Records, и 10 августа 2004 года выпустили свой третий альбом Siren Song of the Counter Culture, продюсером которого был Гарт Ричардсон. Однако, компания Dreamworks Records поглощается крупнейшим медиахолдингом Universal Music Group, в итоге музыканты обнаружили свой альбом, под лейблом Geffen Records, дочерней компании Universal Music Group. Вскоре после этого группа подписывает контракт с лейблом Geffen, Тодд Мони уходит, а на место него встаёт Крис Чесси — бывший член группы Reach The Sky.
Сначала альбом привлёк не много внимания и плохо продавался. Непрерывное турне группы привело к увеличению продаж. Siren Song of the Counter Culture стал первым альбомом группы, который попал в Billboard 200, где достиг отметки в 136. Альбом был сертифицирован, как золотой (RIAA), что означает более 500 000 проданных копий.
В поддержку альбома Siren Song of the Counter Culture Rise Against проводят концертные туры в США, Европе, Австралии и Японии. Самыми примечательными событиями были выступления группы в ходе международного тура Taste of Chaos в 2005 году (совместно с группами Funeral for a Friend, Story of the Year, The Used и Killswitch Engage) проходившем в Великобритании, Германии, Австралии и Японии, британские музыкальные фестивали Give It A Name 05, Reading Festival и Leeds Festival в Великобритании, совместный тур с коллективом Alkaline Trio.

### The Sufferer & the Witness (2006—2007)
После полутора годовых гастролей группа вернулась в Blasting Room для записи своего четвёртого альбома. Участники группы были недовольны работой Ричардсона над Siren Song of the Counter Culture, поскольку он выпустил более отполированный и более тяжелый альбом, чем их предыдущие работы. В результате они решили вернуться к Стивенсону и Ливермору, которые работали над Revolutions Per Minute. The Sufferer & the Witness вышел 4 июля 2006 года. Альбом дебютировал на 10 позиции чарта «Billboard 200» и стал платиновым в Канаде. DVD под названием «Generation Lost», документальный фильм о группе Rise Against с эксклюзивными материалами по их творчеству, вышедший 5 декабря 2006 года, стал золотым в Канаде в первую неделю продажи.

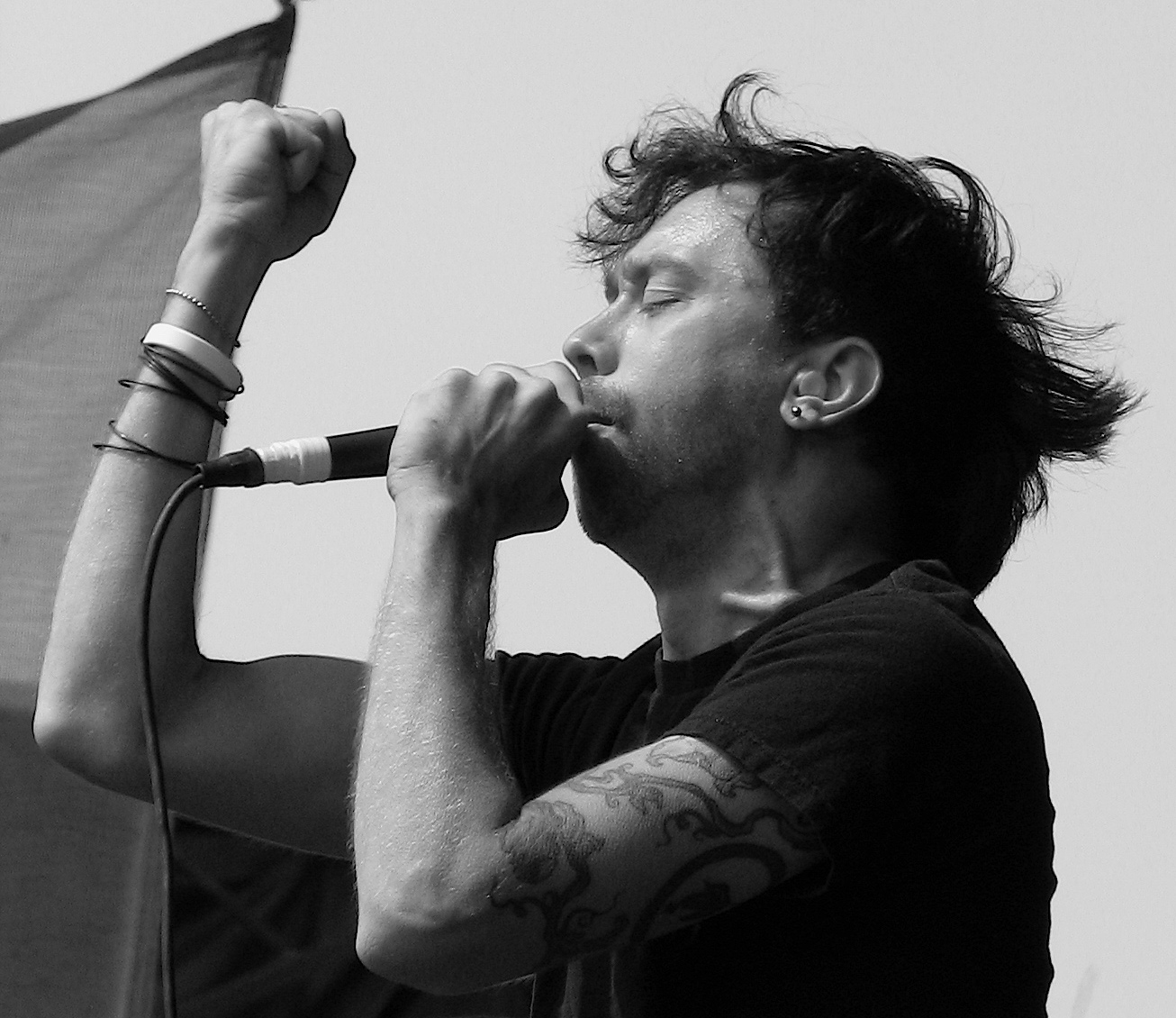
Тим Макилрот выступает с Rise Against в Ванкувере

В начале 2007 года Rise Against поддержали тур группы My Chemical Romance, отыграв совместно первую его половину после чего присоединившись к Billy Talent в Канаде. В своем собственном туре в поддержку альбома The Sufferer & the Witness, они исполнили в живую песню группы Crosby, Stills, Nash and Young «Ohio» (Огайо). Позже Rise Against объявили о намерении провести свой собственный тур по Северной Америке летом 2007 года. Они также объявили о своем участии осенью этого же года в международном музыкальном фестивале Taste Of Chaos.
23 февраля 2007 года на официальном веб-сайте Rise Against появились новости относительно ухода гитариста Криса Чесси и начала совместного тура с My Chemical Romance. Чесси объяснил своё решение растущими требованиями и нагрузкой выступлений из-за которых ему в итоге пришлось оставив коллектив, поблагодарив своих поклонников за поддержку. Его сменил старый знакомый группы Зак Блэр из команды Only Crime, который являлся так же вторым гитаристом The Loved Ones в ходе их выступлений. Зак также является бывшим членом группы GWAR. После своего ухода Крис Чесси принял участие в формировании группы Last of the Believers.
3 Июля 2007 года в Канаде вышел мини-альбом This Is Noise, который затем вышел в США 15 января 2008 года. Он содержал 5 песен: «Boys No Good», «Fix Me», «Obstructed View», «But Tonight We Dance», и «Nervous Breakdown».

### Appeal To Reason (2008—2010)
В мае 2007 было объявлено, что после тура в поддержку The Sufferer & the Witness группа планирует вернуться в студию для записи следующего альбома. Гитарист Зак Блэр заявил, что альбом выйдет летом 2008 года. Джо Принсипи в интервью сообщил, что «запись начнётся скорее всего в начале 2008 года, но всё может измениться».
7 января 2008 на официальном сайте Rise Against было объявлено, что началась работа над новой записью. Тим Макилрот в мае рассказал KROQ, что альбом готов примерно на половину.

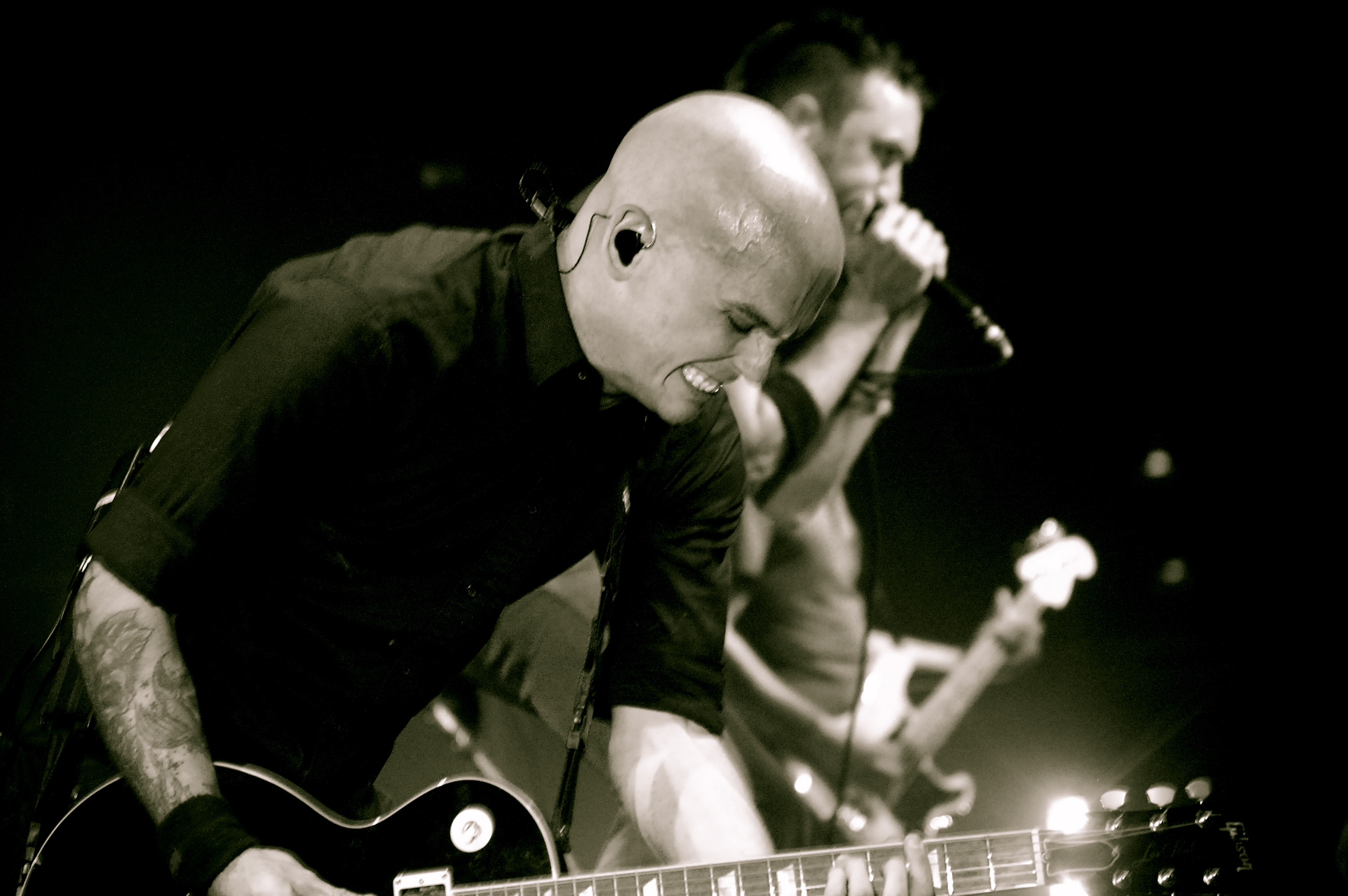
Блэр и Макилрот выступают в туре в поддержку Appeal to Reason в 2008

В поддержку нового альбома летом 2008 группа сыграла несколько выступлений. Они участвовали в 16-м фестивале KROQ Weenie Roast 17 мая в Verizon Wireless Amphitheatre в Ирвине, штат Калифорния; а также на 6-м Download Festival 13 июня в Англии. Rise Against выступали ещё на Швейцарском фестивале Greenfield и Германском Hurricane Festival.
14 июля 2008 сайт Punknews.org сообщил, что альбом будет называться Appeal to Reason. Была обнародована дата выхода. Альбом получил своё название от газеты левой социалистической партии Америки 1897 года.
19 августа был выпущен первый сингл из альбома, «Re-Education (Through Labor)». Appeal to Reason сразу занял третье место в Billboard 200, это высший результат в истории группы. Клип на второй сингл «Audience of One» был представлен на MySpace 15 января 2009.
12 мая 2009 года на лейбле Fat Wreck Chords был выпущен 7" винил под названием «Rise Against» с двумя ранее не изданными песнями: «Grammatizator» и «Voice of Dissent».
В июне-июле 2009 группа приняла участие в туре с другими панк-рок-группами, Rancid, Billy Talent и Riverboat Gamblers. Также планируется запись совместного альбома с группой Face to Face, но точных дат ещё нет.
В октябре 2009 Rise Against посетили с концертами Москву и Санкт-Петербург.
5 октября 2010 года вышел второй DVD группы под названием Another Station: Another Mile. В нём присутствуют фрагменты новых песен Rise Against.

### Endgame (2010—2013)
В январе 2011 года Rise Against закончили запись своего шестого студийного альбома Endgame. Запись проходила в Blasting Room в Fort Collins, Колорадо. Тексты сосредоточены на событиях в мире, таких как Ураган Катрина и Взрыв нефтяной платформы Deepwater Horizon. По словам Макилрота, тексты также затрагивают мрачные темы, которые рассматриваются под позитивным углом и написаны с точки зрения: «Что, если по ту сторону перемен для нас всех нашлось бы место?». 12 января 2011 года Rise Against объявили датой выхода Endgame 15 марта 2011 года. Журнал Spin назвал Endgame концептуальным альбомом, но 17 января Макилрот написал разъяснительный твит, заявляя, что «альбом не концептуальный и, нет, он не имеет ничего общего с Dixie Chicks.» Первый сингл альбома «Help is on the way» дебютировал на KROQ 17 января. Вторая песня «Architects» вышла 15 февраля. В поддержку, группа отправилась в короткий тур в Южную Америку в феврале и затем в месячный тур по Европе в марте. По возвращении в США группа анонсировала весенний тур по штатам с Bad Religion и Four Year Strong.
Endgame примечателен тем, что это первый альбом Rise Against затрагивающий проблему гомофобии в третьей песне «Make it stop (September’s children)», которая ссылается на самоубийства подростков LGBT сообщества в сентябре 2010 года, упоминая Тайлера Клементи, Билли Лукаса, Харрисона Чейза Брауна, Коди Дж. Баркера и Сета Уолша.

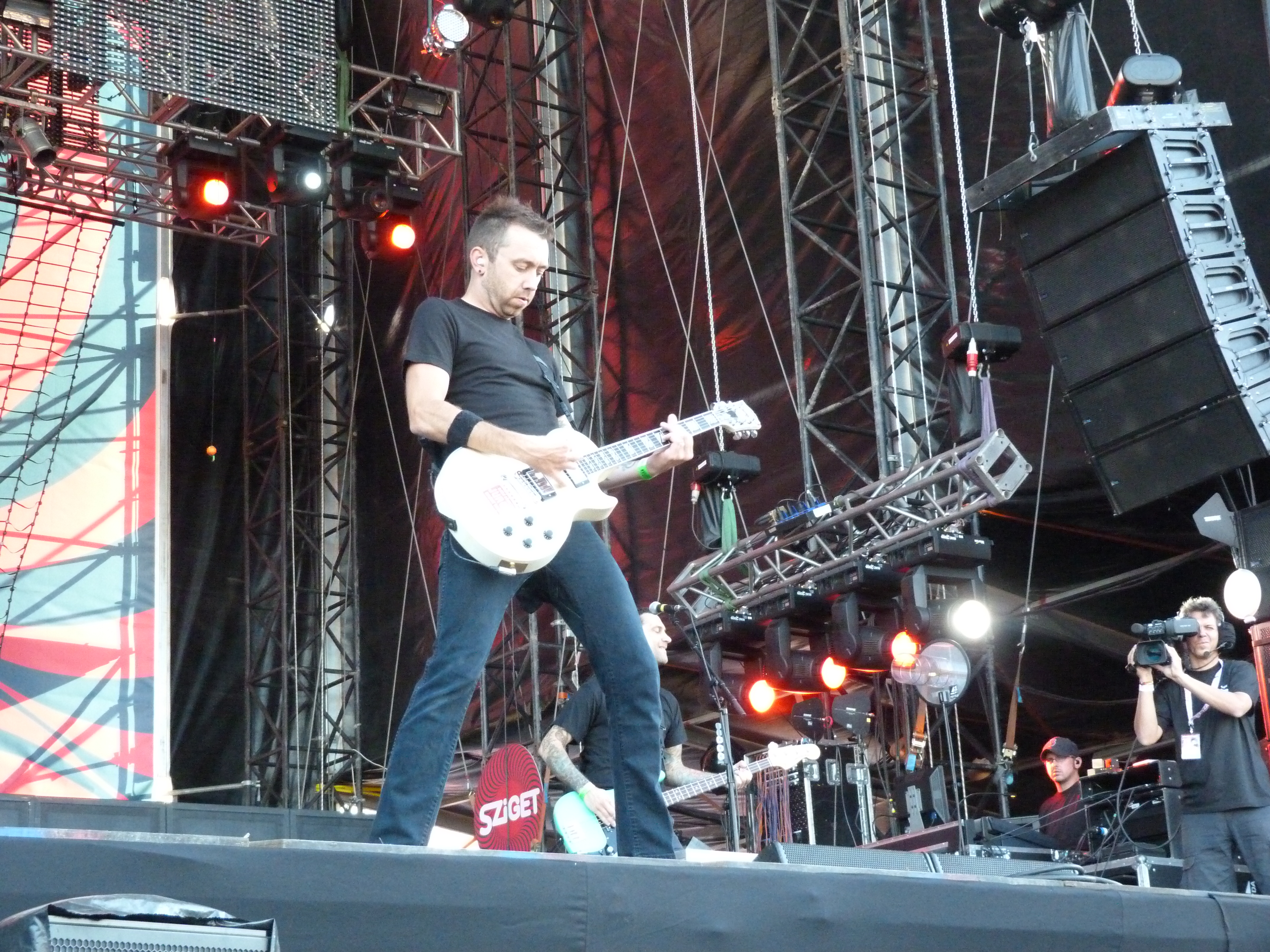
Rise Against на фестивале Sziget в 2011

10 мая 2011 группа выпустила общий 7" винил с Face to Face. Он включал две взаимные песни-каверы.
В августе 2011 Rise Against выступили на фестивалях Reading and Leeds.
Rise Against сопровождали Foo Fighters в осеннем туре 2011 года по США. В сентябре группа отыграла 9 концертов с Mariachi El Bronx на разогреве. После этого группа анонсировала тур по Канаде с Flogging Molly и Black Pacific в октябре 2011 года, который состоял из 9 дат.
Rise Against записали кавер «Ballad of Hollis Brown» для Chimes of Freedom, трибьют-альбома песен Боба Дилана вышедшего в феврале 2012 года к 50-летию Amnesty International.
Rise Against отправились в двухэтапный весенний тур 2012 по штатам с A Day to Remember и The Menzingers. Первый этап закончился началом другого европейского тура. Группа вернулась в Европу с продолжением летом, попутно участвуя во множестве фестивалей. К концу 2012 группа анонсировала возвращение в США с The Gaslight Anthem и Hot Water Music в осеннем туре. Тур состоял из двух остановок в Аризоне, где группа не выступала с 2009 года в связи с Sound Strike.
2 января 2013 года вокалист Тим Макилрот рассказал Rolling Stone, что Rise Against «сосредоточились на перезарядке [их] батарей» после двухлетнего тура в поддержку Endgame.
В марте 2013 года Rise Against впервые выступили на африканской земле, в Южной Африке в Дурбане, Йоханесбурге и Кейптауне на RAMFest, где они были хэдлайнерами фестиваля с британской группой Bring Me the Horizon.

### The Black Market (2013—2017)
После длительного тура в поддержку Endgame группа приняла решение взять перерыв на год. В январе 2014 года группа вернулась в студию Blasting Room для записи шестого студийного альбома.

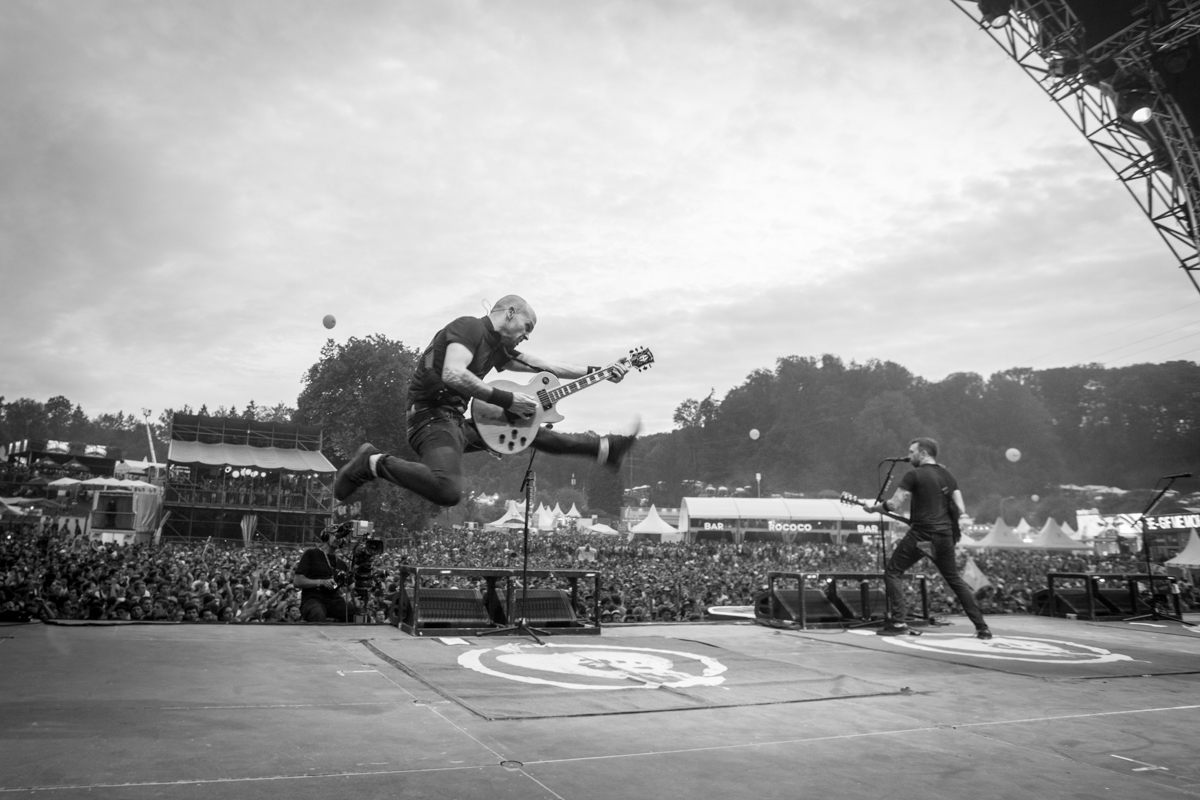
Rise Against выступают на Open Air St. Gallen в 2015

22 мая 2013 года басист Джо Принсипи сообщил в интервью сайту AbsolutePunk.net, что Rise Against собираются начать работу над своим седьмым студийным альбомом в конце года, и выпустить его в 2014 году.
10 сентября 2013 года Rise Against выпустили сборник Long Forgotten Songs: B-Sides & Covers (2000—2013). В тот же день в интервью сайту ESPN Тим Макилрот, на вопрос, как идут дела с новым студийным альбомом, ответил: «Мы периодически собираемся вместе с начала осени, чтобы поработать над некоторыми идеями, и направимся в студию, когда будем готовы. У нас была хорошая передышка, но сейчас мне не терпится включить усилитель и начать скримить».
10 июня 2014 года вышел первый сингл с альбома — «I Don't Want To Be Here Anymore».
В интервью журналу Kerrang! Тим Макилрот объявил названия 5 песен с нового альбома. Это были «I Don't Want To Be Here Anymore», «The Great Die-Off», «People Live Here», «Zero Visibility» и «Awake Too Long». 13 июня на сайте группы появилась обложка альбома, а 20 июня был объявлен полный трек-лист.
24 июня 2014 года на iTunes вышел второй сингл с альбома — «The Eco-Terrorist In Me».
Релиз The Black Market состоялся 15 июля 2014 года.
9 сентября в Сент - Пол, Миннесота стартует североамериканский тур в поддержку альбома. Rise Against в этом туре сопровождают группы Touche Amore и Radkey. Заканчивается тур выступлением на Voodoo Music Festival в Новом Орлеане с 31 октября по 2 ноября. Сразу за североамериканским туром следует европейский при поддержке Pennywise и Emily's Army. Тур начался 3 ноября в Шеффилде, Великобритания и закончился 25 ноября в Осло, Норвегия.
Зимой 2015 группа приняла участие в зимнем этапе тура группы Linkin Park под названием The Hunting Party Tour в качестве специального гостя. Также, в качестве специального гостя в туре принимала участие группа Of Mice & Men. Зимний этап тура длился с 15 января 2015 по 14 февраля 2015.
В мае и июне 2015 группа посещает различные фестивали. К примеру, 9 мая Rise Against выступили на Rock in Rio в Лас-Вегасе. 17 мая они посетили Rock on the Range, 5 июня — Rock am Ring, а 6 июня — Rock im Park.
Летом 2015 года Rise Against отправились в очередной тур по Северной Америке при поддержке Killswitch Engage и Litlive. Тур начался 17 июля в их родном городе - Чикаго, и, охватив ещё 17 городов, завершился в Денвере 16 августа.
1 октября 2015 года на официальном сайте группы появилось объявление о туре по США с группами Killswitch Engage и Letlive, проходящий с 1 по 22 ноября. 6 февраля 2017 года группа анонсировала совместный тур с Deftones по Северной Америке. Тур начался с выступления в Чикаго 9 июня, и завершился в Финиксе 9 июля.

### Wolves (2017—2020)
20 апреля 2017 Rise Against анонсировали свой новый альбом Wolves и выпустили первый сингл с альбома «The Violence».

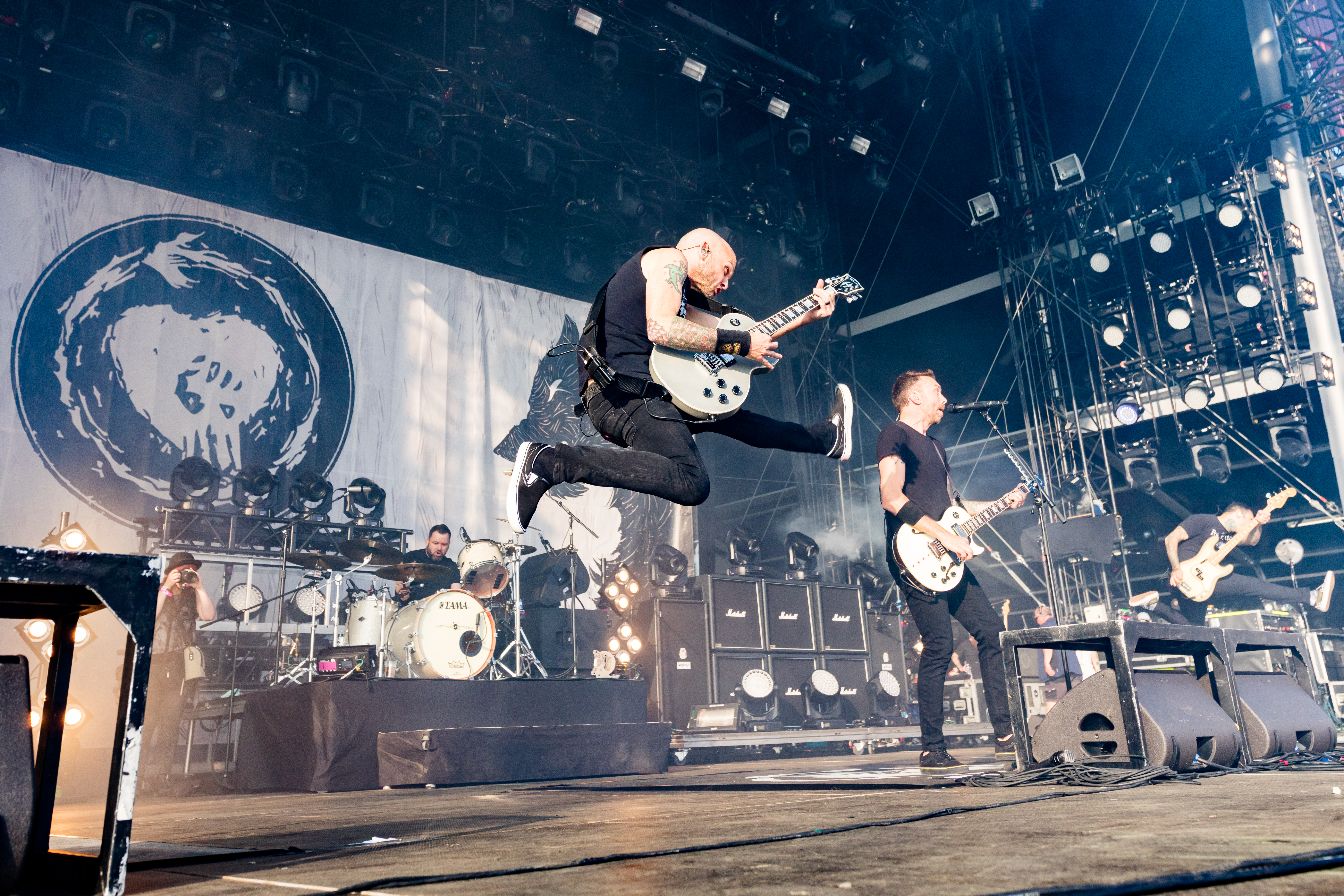
Rise Against выступают на Rock Am Ring в 2018.

Два других сингла «House On Fire» и «Welcome To The Breakdown» были выпущены 19 мая и 2 июня соответственно.
Релиз «Wolves» состоялся 9 июня 2017 года на лейбле Virgin Records.
После релиза группа отправляется в Североамериканский тур, в котором их сопровождали Pierce The Veil и White Lung. За ним последовал Европейский тур вместе с Sleeping With Sirens и Pears.
Летом Rise Against приняли участие во множестве фестивалей, таких как Graspop Metal Meeting, Rock am Ring, Download Festival и другие. В перерыве между фестивалями группа провела небольшой тур по Европе с 6 по 25 июня. В ходе этого тура группа посетила Чехию, Венгрию, Россию, Швецию, Норвегию, Данию и Италию.
Летом 2018 состоялся длительный тур по Северной Америке «Mourning in Amerika» вместе с AFI и Anti Flag. Он начался с концерта в Торонто 28 июля и завершился выступлением в Ирвайне, Калифорния 30 сентября.
29 марта 2018 года группа опубликовала видео в Instagram, в котором анонсировала новый акустический альбом The Ghost Note Symphonies Vol. 1. 18 мая Rise Against выпустили акустическую версию «House on Fire» в качестве сингла и 8 июня акустическую версию «Like the Angel». Релиз The Ghost Note Symphonies Vol. 1 состоялся 27 июля 2018. В альбом вошли 10 акустических версий предыдущих песен Rise Against, четыре из которых из последнего альбома группы — Wolves.
22 января 2019 на своём сайте группа анонсировала небольшой акустический тур по северной Америке c альбомом The Ghost Note Symphonies. Тур прошел в конце апреля - начале мая 2019. В туре также приняли участие Chuck Ragan и Face to Face.
29 мая Тим Макилрот дал интервью Kerrang!. На вопрос, пишут ли они новую музыку он ответил: «Да, мы пишем. Мы собираемся вместе и тестируем новые идеи. Но на вашем месте я бы не стал ждать новых записей затаив дыхание. Единственное, что мы решили - то, что мы не хотим, чтобы нас торопили. Мы выпустим запись тогда, когда она будет готова, не пытаясь уложиться в какие-либо сроки».
14 сентября 2019 года Rise Against выступили на Riot Fest в Чикаго. После выступления Тим Макилрот дал интервью. На вопрос о новой музыке он ответил, что группа написала много песен и новый альбом постепенно начинает обретать форму. Также, он сказал, что новый альбом будет записан в Форт-Коллинсе, Колорадо, а его продюсером будет Билл Стивенсон, который был продюсером у шести альбомов группы.
11 сентября 2020 года на своём YouTube-канале группа анонсировала выпуск новой песни под названием «Broken Dreams, Inc.» в качестве саундтрека к DC Comics «Dark Nights: Death Metal». Релиз сингла состоялся 16 сентября вместе с лирическим видео в стиле DC Comics.
17 октября 2020 года Rise Against приняли участие в виртуальном фестивале Save Our Stages. Данный фестиваль организован Национальной Независимой Ассоциацией Объектов и направлен на поддержку небольших заведений, нуждающихся в финансовой помощи. Для выступления на данном фестивале группа выбрала сцену Metro в Чикаго. По словам Макилрота, эта сцена очень дорога для него. Во время выступления он сказал: «Мы начали здесь, на этой самой сцене». На этом выступлении группа впервые в живую исполнила новый сингл «Broken Dreams, Inc.».

### Nowhere Generation (2021—наши дни)
19 февраля 2021 года Rise Against вместе с группой HEALTH выпустили ремикс ранее изданного сингла «Broken Dreams, Inc.».
23 февраля Rise Against в своих социальных сетях начали выкладывать необычные короткие видео, подкрепляя их лишь ссылкой на свой вебсайт. Последнее такое видео вышло 11 марта, а 18 марта, группа выпустила сингл «Nowhere Generation», а также, объявила о выходе одноимённого альбома 4 июня. Альбом будет состоять из 11 треков и выйдет на лейбле Loma Vista. Также было опубликовано видео, в котором Тим Макилрот рассказал о новом альбоме и его предыстории. «Я пришёл к выводу, что люди хотят честности и что музыка может стать катализатором перемен. Я думаю, во многом наша миссия заключалась в том, чтобы разозлить людей, и нам очень повезло, что у нас есть возможность это сделать. Мы надеемся, что эта пластинка разбудит людей, даже если им от этого будет некомфортно» - сказал Макилрот.
6 мая Rise Against выпустили сингл «The Numbers» с предстоящего альбома. Видеоклип на сингл был придуман и снят американским активистским коллективом Indecline.

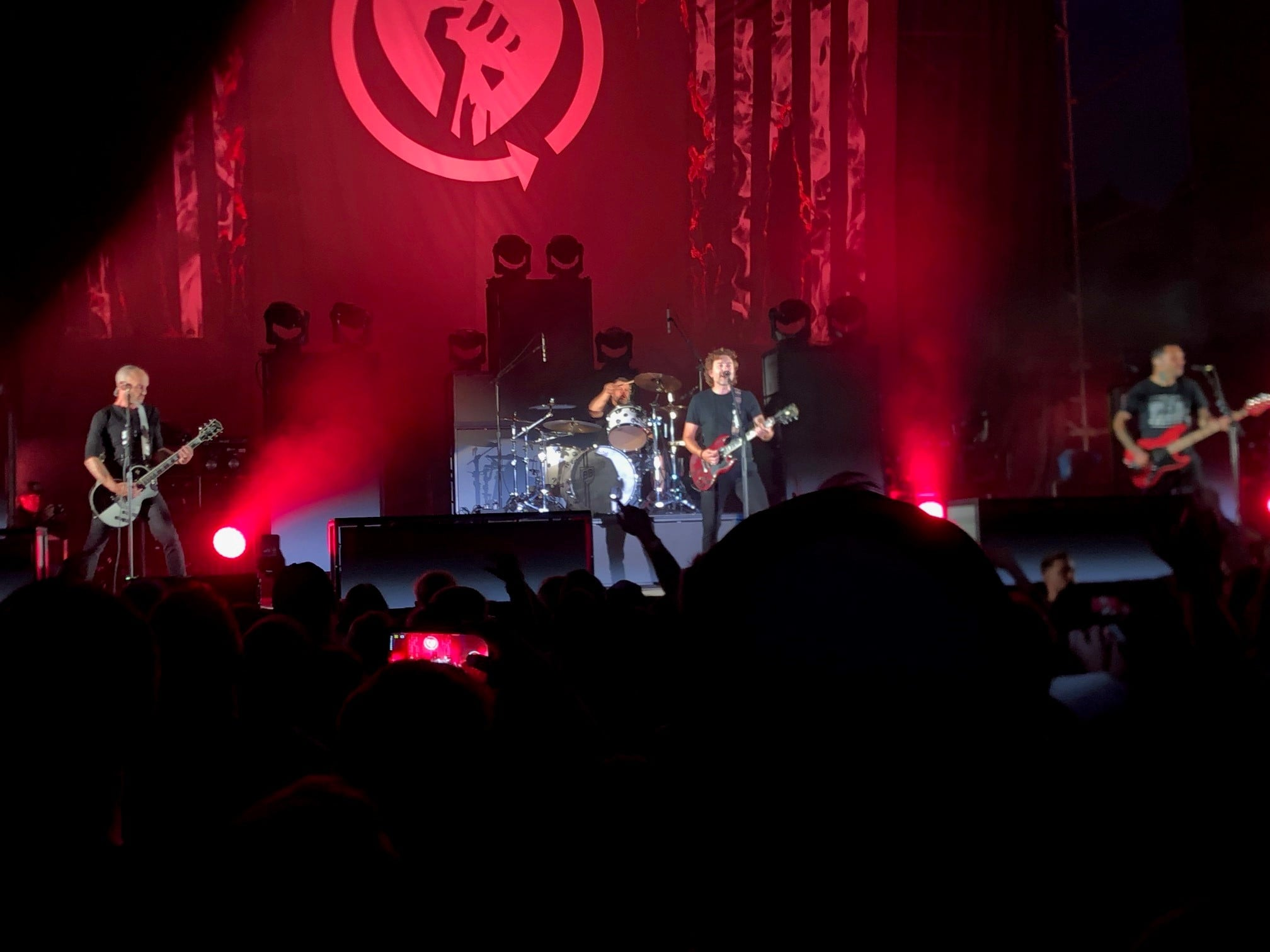
Rise Against в Филадельфии в ходе летнего тура по США в 2021

10 мая группа анонсировала тур по США, который пройдёт с 30 июня по 18 августа 2021 года. В ходе тура группа даст 20 концертов в различных городах США.
1 июня 2021 года Rise Against выпустили сингл «Talking To Ourselves». Также стало известно, что мэр города Чикаго, Лори Лайтфут, провозгласила 4 июня, день выхода нового альбома, «Днём Rise Against в Чикаго».
22 июля была издана акустическая версия песни «Nowhere Generation», записанная при участии американской певицы Мэг Майерс.
4 июня на лейбле Loma Vista вышел девятый студийный альбом Rise Againt Nowhere Generation.
21 октября Rise Against выпустили сингл «Talking To Ourselves», исполненный вживую. Вместе с этим, группа анонсировала мини-альбом под названием Nowhere Session, содержащий 4 ранее изданных трека, исполненных вживую, а также каверы на песни «Fortunate Son» от Creedence Clearwater Revival и «Hybrid Moments» от Misfits. Дата релиза запланирована на 12 ноября 2021 года. За день до релиза мини-альбома, на день ветеранов, был издан кавер на «Fortunate Son».
C 1 апреля по 29 июня 2022 года Rise Against проведут тур по Северной Америке и Европе. Группа даст 26 концертов, в 10 из которых вместе с Rise Against будут выступать Pennywise и Rotting Out. В ходе тура группа посетит такие фестивали, как Download, Hellfest, Hurricane, Nova Rock, Greenfield и другие.
6 апреля Rise Against выпустили видеоклип на сингл «Talking To Ourselves». В клипе много раз появлялись QR-коды, и, просканировав один из них, можно было попасть на веб-страницу, на которой был размещён отрывок ранее неизданной песни Rise Against. Затем, на этой странице раз в неделю публиковались другие отрывки неизданных песен. Всего было выложено 5 таких отрывков.
6 июня Rise Agains выпустили песню под названием «Last Man Standing». Это одна из песен, отрывок которой был выложен ранее. Также группа сказала, что новая песня является частью записи под названием «Nowhere Generation II».
10 июня на лейбле Loma Vista был издан мини-альбом Nowhere Generation II, а также видеоклип на ранее выпущенную песню «Last Man Standing». Мини-альбом состоит из 5 треков, которые были записаны в то же время, что и альбом Nowhere Generation. Тим Макилрот объяснил: «Мы написали 16 песен для этого альбома, но потом решили разделить их. Затеряться может не только музыка, но и её посыл, если попросить людей прослушать всё сразу. Я думаю, что это более эффективный способ дать этим вопросам площадку и внимание, которых они по праву заслуживают. Мы хотели придержать их и отдать нашим фанатам тогда, когда почувствуем, что у них хватило времени как следует переварить первую партию, так что эти песни были тузами в рукаве».
На даты с 15 июля по 18 августа 2022 года у Rise Against запланирован североамериканский тур, совместно с The Used и Senses Fail

## Песни в массовой культуре
Различные песни группы Rise Against были тем или иным образом использованы в различных телешоу, спортивных передачах, видео и компьютерных играх. Так, например, песня «Drones» (из альбома 2006 года The Sufferer & the Witness) была использована спортивным промоушном World Wrestling Entertainment в реслинг-турнире Королевская битва 2007 в качестве открывающей песни, а также Electronic Arts в симуляторе американского футбола Madden NFL 07 и видео об экстремальном горном велосипеде New World Disorder VIII. Песня «Help Is On The Way» (из альбома 2011 года Endgame) была также использована спортивным промоушеном World Wrestling Entertainment в реслинг-турнире Over The Limit 2011 и также, в качестве открывающей песни. Песня «Survive» из альбома 2006 года The Sufferer & the Witness использована WWE в реслинг-симуляторе WWE SmackDown vs. Raw 2007. Так же песни Rise Against использовались в качестве музыкального сопровождения для таких гоночных видеоигр как серия игр Need for Speed, Burnout 3: Takedown, FlatOut 2, DiRT и MX vs. ATV Unleashed.
Группа занимает определенную нишу в субкультуре экстремального спорта: «Like the Angel» (из альбома 2003 года Revolutions Per Minute) была представлена в скейбординг-игре Tony Hawk’s Underground, правда, название песни было написано некорректно («Like the Angels»). Так же их песня «Fix Me», кавер-версия хардкор-команды Black Flag, была использована в игре Tony Hawk’s American Wasteland, эта песня представлена как в самой игре, так и в оригинальном саундтреке игры.
Эпизодическое появление (камео) группы Rise Against можно увидеть в биографическом фильме про скейтбордистов «Короли Догтауна» (Lords Of Dogtown) 2005 года, где музыканты в роли группы Black Flag исполняют песню «Nervous Breakdown» под шум драки возле клуба. «Ready to Fall» была использована в качестве музыкального сопровождения на Всемирных экстремальных играх в 2006 году. Песня «Everchanging» использована в фильме про горновелосипедный спорт «Roam», выпущенном группой The Collective в 2006 году.
«Survive»(The Sufferer & The Witness) была использована в качастве саундтрека к симулятору рестлинга WWE SmackDown vs. Raw 2007.
«Prayer of the Refugee» (из альбома The Sufferer & the Witness) присутствует в видеоигре Guitar Hero 3: Legends of Rock. «Re-Education (Though Labor)» (из альбома Appeal to Reason) присутствует в четвёртой части видеоигры Guitar Hero, Guitar Hero IV: World Tour «Give it All» (из альбома Siren Song of the counter culture) присутствует в видеоигре Rock Band 2.
Так же многие другие песни Rise Against выложены как Downloadable Content к этим играм. Песня «Roadside» была использована как саундтрек к сериалу Тайны Смолвиля (6 сезон, 14 серия). Песня «Savior» (Appeal To Reason) в изменённом виде (она была исполнена на языке персонажей серии The Sims — Симлише) была использована в игре The Sims 3.
Песня «Bricks» (из альбома The Sufferer & the Witness) использована в гоночной видеоигре ATV Offroad Fury 4.
Песня «Under the Knife» (из альбома The Sufferer & the Witness) присутствует в фильме «Никогда не сдавайся» (Never Back Down). Песня «Give it all» (из альбома Siren Song of the counter culture) была использована в популярном на youtube видео под названием «Urban Ninja», играх FlatOut 2 и Need For Speed: Underground 2 и MX vs. ATV Unleashed. Песня «Injection» (из альбома The Sufferer & The Witness) использована в игре Colin McRae DiRT 2.
Песня «Help Is On The Way» использована в гоночных играх Shift 2: Unleashed и DiRT Showdown, а также в игре Watch Dogs. "Savior" использована на вручении премии за лучший фильм MTV Movie Awards 2011. Песня «Long Forgotten Sons»(Appeal To Reason) использована в игре Forza Motosport 3. «Re-Education (Trough Labor)» (Appeal To Reason) использовалась в гоночной аркаде Nail’d. Песня «Kotov Syndrome», слегка измененная, была использована в игре Need For Speed: Nitro (эксклюзив для игровых систем Nintendo).
Песни «Broken Mirrors» и «Wait For Me» использованы в обзорных роликах «Формулы 1»: ГП Канады 2011 и ГП Германии 2011 соответственно.
Песня «Re-Education» использовалась в обзорном ролике к ГП Кореи 2012. Песня «Dirt and Roses» была использована как саундтрек к фильму Мстители.
Песни «Zero Visibility» и «I Don’t Want To Be Here Anymore» (The Black Market) были использованы в играх WWE 2K15 и Asphalt Xtreme (2016) соответственно.

## Состав
|                                                                                                |  |  |  |
| Состав группы Rise Against. Слева направо: Тим Макилрот, Джо Принсипи, Зак Блэр, Брэндон Барнс |  |  |  |

| Действующий состав. - Тим Макилрот — вокал (c 1999), ритм-гитара (с 2002) - Джо Принсипи — бас-гитара, бэк-вокал (с 1999) - Брэндон Барнс — барабаны, перкуссия (с 2000) - Зак Блэр — соло-гитара, бэк-вокал (с 2007) | Музыканты из прошлых составов. - Тони Тинтари — барабаны (1999—2000) (только в «Transistor Revolt») - Дэн Лумли — барабаны (2000) (только репетиции, не участвовал в концертах или записях) - Mr. Precision (Дэн Влеклински) — гитара, бэк-вокал (1999—2002) - Тодд Мони — гитара, бэк-вокал (2002—2004) - Кевин Уайт — гитара, бэк-вокал (2002) - Крис Чесси — гитара, бэк-вокал (2004—2007) |

## Дискография

### Альбомы, мини-альбомы и сборники
- 2000 — Transistor Revolt (EP)
- 2001 — The Unraveling
- 2003 — Revolutions Per Minute
- 2004 — Siren Song of the Counter Culture
- 2006 — The Sufferer & the Witness
- 2007 — This is Noise (EP)
- 2008 — Appeal To Reason
- 2011 — Endgame
- 2013 — Long Forgotten Songs: B-Sides & Covers (2010 - 2013) (сборник)
- 2014 — The Black Market
- 2017 — Wolves
- 2018 — The Ghost Note Symphonies Vol.1 (сборник)
- 2021 — Nowhere Generation
- 2022 — Nowhere Generation II (EP)